# Cook Landing Site (Hawaii)
Die Cook Landing Site (englisch) in Waimea auf der zu Hawaii gehörenden Insel Kauaʻi kennzeichnet mit einer Gedenktafel die Stelle an der Mündung des Waimea Rivers in den Pazifik, an der James Cook als erster Europäer am 20. Januar 1778 eine der Inseln Hawaiis betreten hat. Der genaue Ort der Landung liegt heute aufgrund von Verlandung wahrscheinlich weiter landeinwärts. 1928 wurde auf dem zentralen Platz der Kleinstadt Waimea zum 150-jährigen Jubiläum eine Statue James Cooks in Erinnerung an dieses Ereignis errichtet. In der Nähe über dem Fluss gelegen befindet sich das russische Fort.
Am 29. Dezember 1962 wurde die Stelle als National Historic Landmark ausgezeichnet. Am 15. Oktober 1966 wurde die Cook Landing Site in das National Register of Historic Places aufgenommen.